# Plancheïta
La plancheïta és un mineral de la classe dels inosilicats, i dins d'aquesta pertany a l'anomenat “grup dels piroxens”. Va ser descoberta l'any 1908 a una mina de Mindouli, al departament de Pool (República del Congo), sent nomenada així en honor de J.Planché, que ho va descobrir.
Un sinònim poc usat és el de katangaita.

## Característiques químiques
És un silicat de coure, hidroxilat i hidratat, de doble cadena de tetraedres de sílice o grup dels piroxens. És fàcilment confusible amb la shattuckita (Cu₅(SiO₃)₄(OH)₂).

## Formació i jaciments
És un mineral d'aparició rara, que es pot formar com a secundari a la zona d'oxidació dels jaciments de minerals del coure.
Sol trobar-se associat a altres minerals com: crisocol·la, dioptasa, malaquita, conicalcita o tenorita.